# Neoregelia cruenta
Neoregelia cruenta là một loài thực vật có hoa trong họ Bromeliaceae. Loài này được (Graham) L.B.Sm. mô tả khoa học đầu tiên năm 1939.

## Hình ảnh

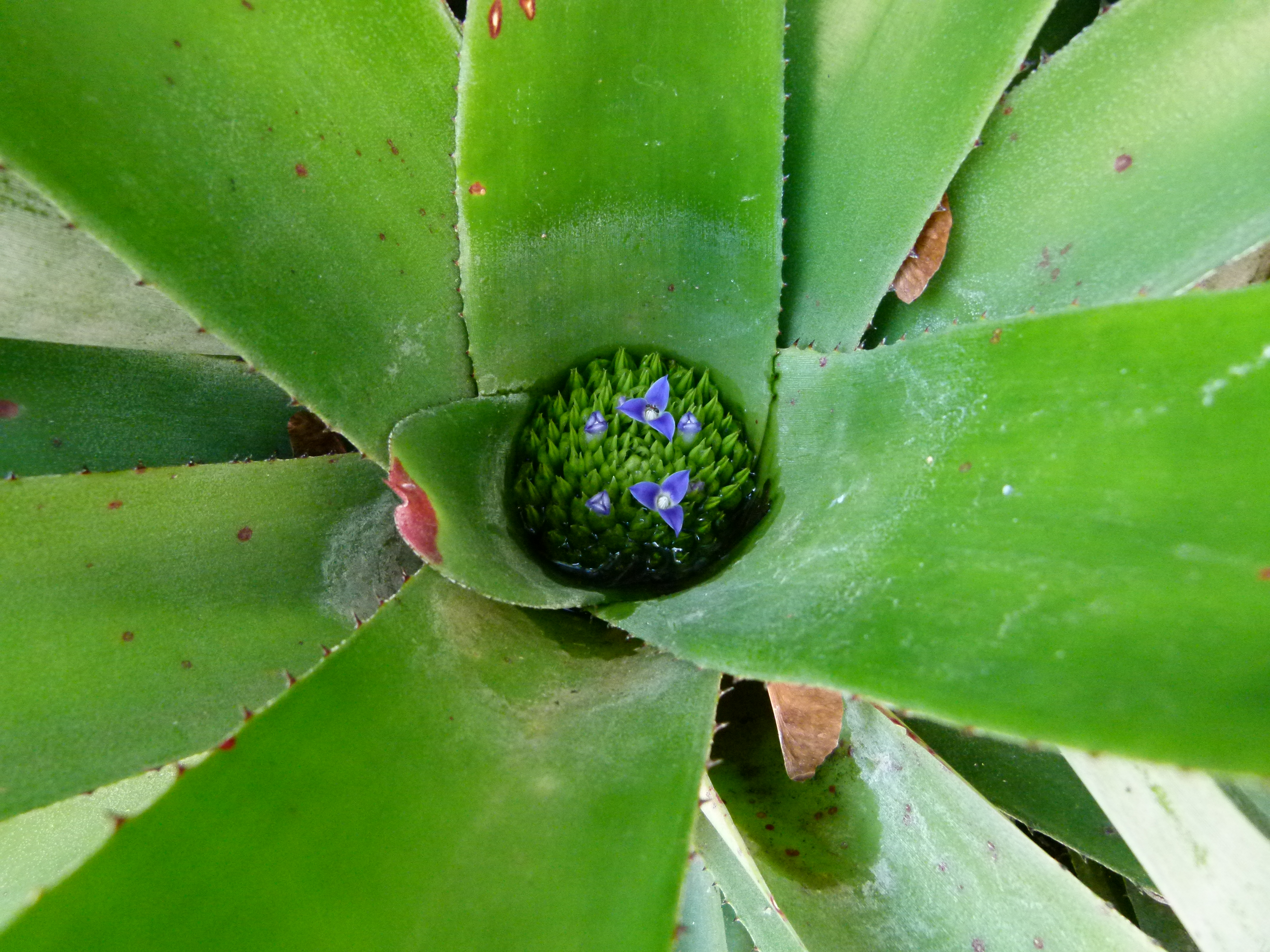